# Akram Hourani
Akram Hourani (arabiska: أَكْرَم الْحَوْرَانِي), född 1912 i Hama, Syrien, död 1996 i Amman, Jordanien, var en syrisk politiker, författare och tillskyndare av unionen mellan Syrien och Egypten 1958.

## Biografi
Houranis familj hade sitt ursprung i den arabiska sl-Halqiyyin-stammen och flyttade till Hama i centrala Syrien från staden Jasim i södra Hawranregionen där han växte upp under små omständigheter. Han utbildade sig i Hama och Damaskus innan han började vid den medicinska fakulteten vid Jesuit University 1932. Han tvingades dock lämna institutionen snart därefter sedan han varit inblandad i mordet på förre syriska presidenten Subhi Barakat.
År 1936 skrevs han in vid juridiska fakulteten i Damaskus och blev medlem i Syriska socialnationalistiska partiet. Han lämnade partiet 1938 och återvände till Hama för att arbeta som jurist. Han vann där ett brett folkligt stöd genom krav på jordreformer i den feodalt styrda regionen. År 1943 valdes han in som ersättare i det syriska parlamentet och behöll därefter en plats i parlamentet genom valen 1947, 1949, 1954 och 1962. Han hade en stark arabisk nationalistisk syn och ledde väpnade grupper som deltog i strider mot sionistiska bosättningar i Palestina.
År 1950 ändrade han namnet på sitt parti till Arabiska Socialistiska Partiet och sammankallade i Aleppo den första bondekongressen i Syriens historia. Mellan 1949 och 1954 gjordes fyra militärkupper i Syrien och genom hans inflytande i armén kan Hourani ha spelat en roll i dessa och hade nära förbindelse med Abib al-Shishaki, som faktiskt styre Syrien från 1951 – 54. Han medverkade då till ett beslut 1952, enligt vilket statlig mark delades ut till bönderna.
Men efterhand som diktatorn allt mer enväldigt avtog hans inflytande, och när al-Shishakli beslutat att förbjuda den arabiska socialistiska partiet i april 1952 gick han i exil i Libanon. Där, i november samma år, slog han samman det arabiska socialistiska partiet med det arabiska Baaspartiet. Det enhetliga partiet antog namnet arabiska Ba'th socialistiska partiet. Det upplöstes, tillsammans med alla syriska politiska partier av president Nasser år 1958.
Hourani var en medlem av Baathpartiets nationella ledning och dess pan-arabiska ledning, från starten 1954 fram till 1959. Tillsammans med övriga Ba'thists och medlemmar i de flesta av Syriens politiska krafter, spelade han en framträdande roll i agitationen och den politiska mobilisering som tvingade al-Shishakli att ge upp makten i början av 1954. Han var talman i det syriska parlamentet från 1957 till februari 1958 och tvingade där fram annulleringen av de planerade kommunalvalen i november 1957 efter att ha misslyckats med att få en garanti för att Ba'th skulle tilldelas 51% av de tillgängliga platserna.
Efter unionsfördraget mellan Syrien och Egypten 1958 blev Hourani vice ordförande för Förenade Arabrepubliken (UAR) under Gamal Abdel Nasser, en post som han innehade fram till 1959. Efter att Nasser gjort en bitter verbal attack på Ba'th i december samma år, följt av en kampanj av förtryck mot sina medlemmar, lämnade han sin position och gick i exil i Libanon.
Han avgick officiellt ur UAR i juni 1962, varefter han och hans lojalister återupprättade det arabiska socialistiska partiet. Men det folkliga stödet för enighet hade hämmat tillväxten och i september 1962 gick han med i "separatistiska" (infisali) kabinettet bildat av Khalid al-Azm , med stark kritik från Ba `th och rörelserna av nasserister.
Han tillbringade slutet av sitt liv fördelat mellan Libanon, Irak, Frankrike och Jordanien, där han dog 1996, ett viktigt namn i den syriska historien men då med litet eller inget inflytande över den moderna politiken. Hans memoarer publicerades postumt i Kairo 2000.